# Avenida de las esfinges

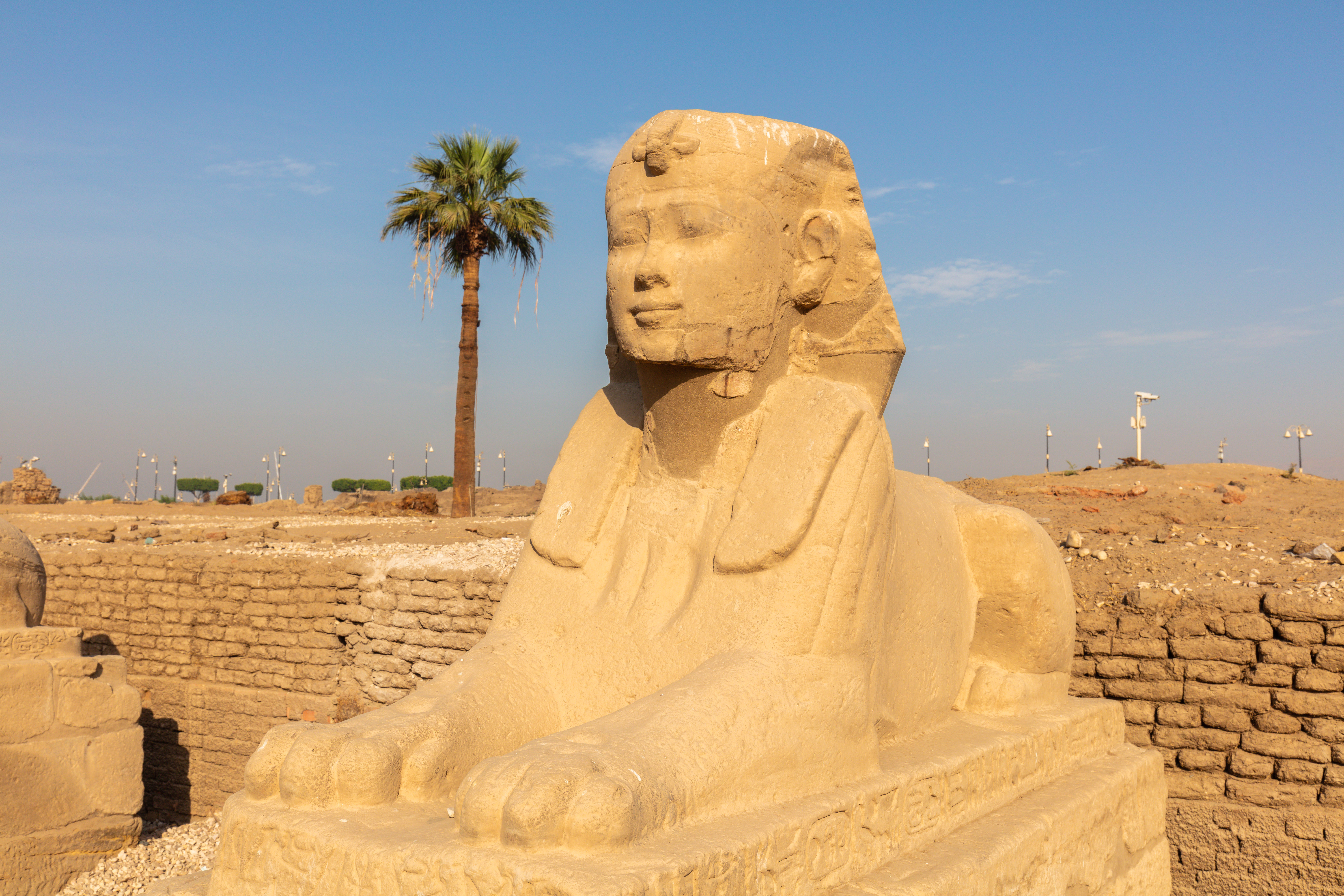
Detalle de una esfinge.

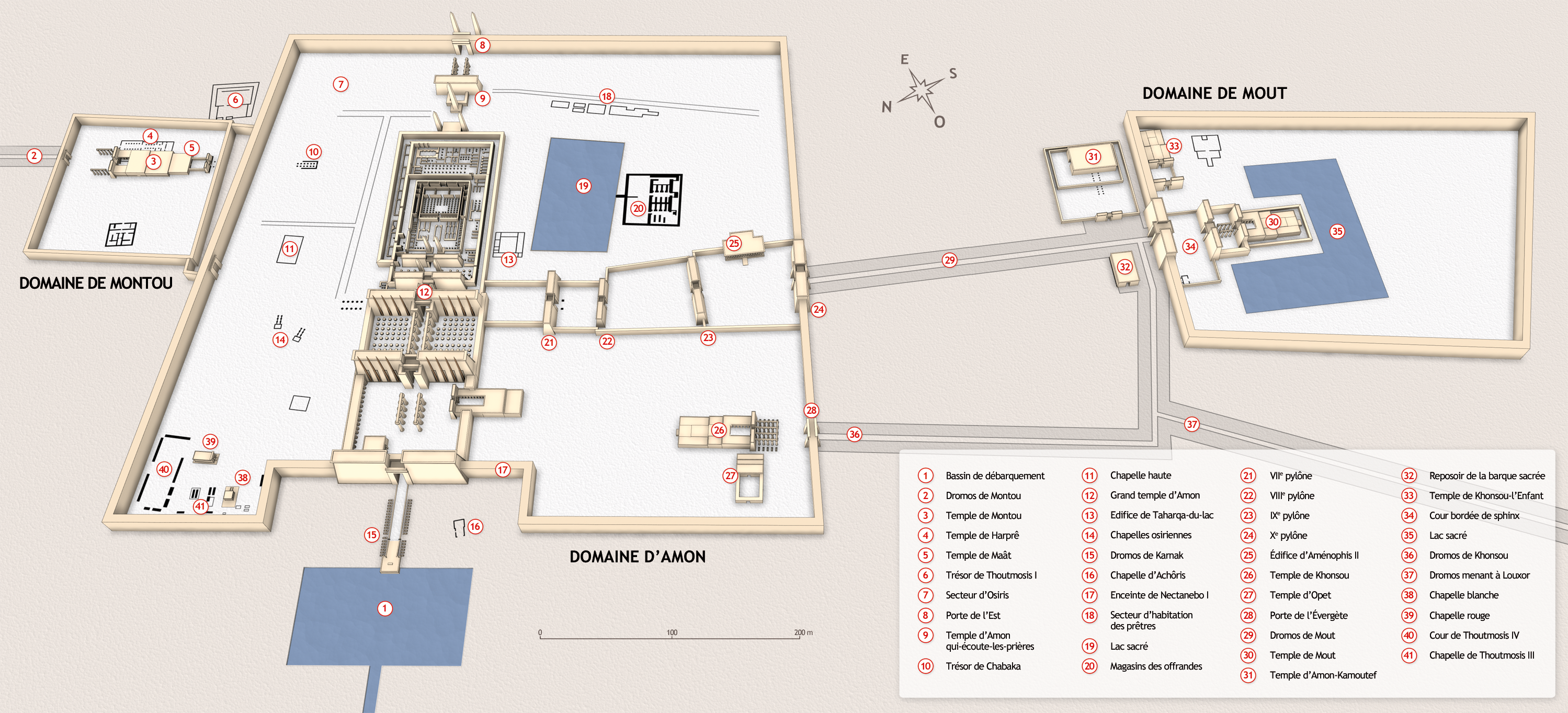
Mapa de Karnak, los números 2, 15, 29, 36 y 37 corresponden a dromos

La Avenida de las esfinges (en árabe: طريق الكباش‎, romanizado: tariq alkibash, «vía de los corderos») es el dromos que conecta el templo de Karnak con el templo de Lúxor en la antigua ciudad egipcia de Tebas (actual Lúxor), con esfinges y estatuas con cabeza de carnero ambos lados de sus 2,7km de longitud.

## Historia
La construcción de la Avenida de las Esfinges comenzó durante el Imperio Nuevo y se completó durante el período Tardío, en el reinado del gobernante de la dinastía XXX Nectanebo I (380-362 a. C.). Posteriormente la vía fue  enterrada bajo las arenas durante siglos.
En la Description de l'Égypte (1809), la Avenida de las Esfinges se describe como de 2.000 metros de largo, bordeada por más de 600 esfinges.
Georges Daressy informó en 1893 que en Lúxor este camino estaba enterrado y no se podía excavar porque se encontraba por debajo del nivel del agua subterránea, mientras que en Karnak había un kilómetro visible.
El primer rastro de la avenida (en Lúxor) se encontró en 1949 cuando el arqueólogo egipcio Mohammed Zakaria Ghoneim descubrió ocho estatuas cerca del Templo de Luxor, después 17 estatuas más fueron desentrradas entre 1958 y 1961 y otras 55 entre 1961 y 1964, todas en un perímetro de 250 metros. De 1984 a 2000 se determinó todo el recorrido del camino, dejando a las excavadoras el descubrimiento de la carretera. Las 1057 estatuas originales están situadas en el camino y se dividen en tres formas:
- La primera forma es la de cuerpo de león con cabeza de carnero, que fueron erigidas en un área de aproximadamente 300 metros entre el templo de Karnak y el Recinto de Mut durante el reinado del gobernante del Reino Nuevo Tutankamón.

- La segunda forma es la de carnero entero, construida en un área más remota durante la decimoctava dinastía de Amenofis III, antes de ser trasladada más tarde al complejo de Karnak.

- La tercera forma que incluye la mayor parte de las estatuas es la dede esfinge, cuerpo de león y cabeza de humano, estas estatuas se extienden a lo largo de una milla hasta el Templo de Lúxor.

## Renovación y Gran Reapertura
El 25 de noviembre de 2021 se abrió al público la avenida habiendo concluido las obras de restauración que tardaron más de siete décadas en completarse. La marcha incluyó a participantes con vestimenta faraónica, una orquesta sinfónica, efectos de iluminación, bailarines profesionales, botes en el Nilo y carros de caballos. Tres modelos de barcos dorados de estilo faraónico dedicados al antiguo dios sol Amón Ra, el dios de la luna Jonsu y la diosa madre Mut fueron transportados por hombres con túnicas negras con oro auténtico, réplicas de lo que se habría usado para el mismo festival en el antiguo Egipto. El presidente egipcio Abdel Fattah el-Sisi asistió al espectáculo urbano.
El mediático arqueólogo egipcio Zahi Hawass llamó al sitio de Lúxor "el mayor museo al aire libre, el mayor sitio arqueológico del mundo que cuenta la historia de Egipto desde la era del 2000 a.C. conocida como la Dinastía XI hasta el Período Romano".

## Véase también

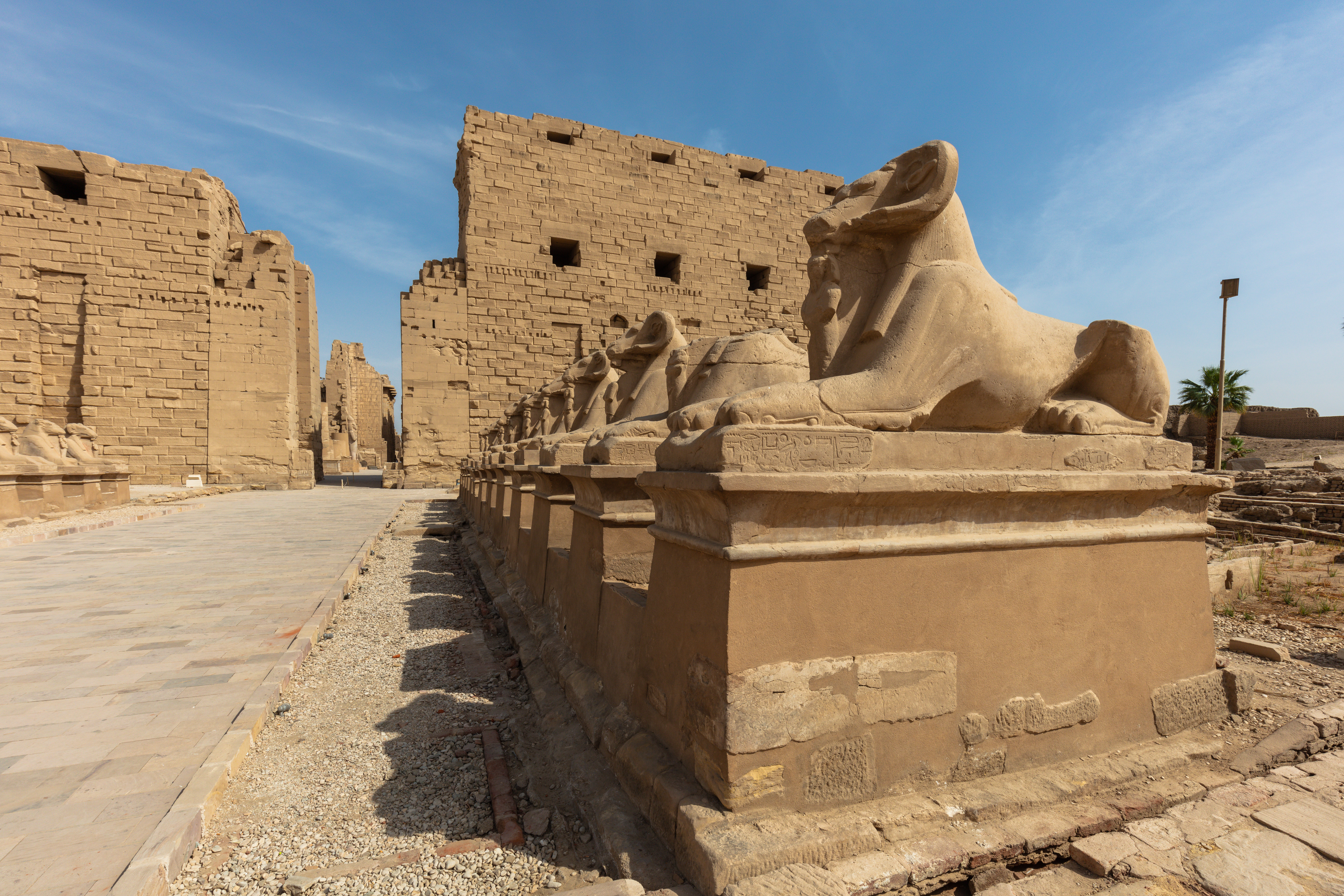
Carneros cerca del Templo de Karnak